# BUB3
BUB3 (англ. BUB3, mitotic checkpoint protein) – білок, який кодується однойменним геном, розташованим у людей на короткому плечі 10-ї хромосоми. Довжина поліпептидного ланцюга білка становить 328 амінокислот, а молекулярна маса — 37 155.
| 10         |  | 20         |  | 30         |  | 40         |  | 50         |
| ---------- |  | ---------- |  | ---------- |  | ---------- |  | ---------- |
| MTGSNEFKLN |  | QPPEDGISSV |  | KFSPNTSQFL |  | LVSSWDTSVR |  | LYDVPANSMR |
| LKYQHTGAVL |  | DCAFYDPTHA |  | WSGGLDHQLK |  | MHDLNTDQEN |  | LVGTHDAPIR |
| CVEYCPEVNV |  | MVTGSWDQTV |  | KLWDPRTPCN |  | AGTFSQPEKV |  | YTLSVSGDRL |
| IVGTAGRRVL |  | VWDLRNMGYV |  | QQRRESSLKY |  | QTRCIRAFPN |  | KQGYVLSSIE |
| GRVAVEYLDP |  | SPEVQKKKYA |  | FKCHRLKENN |  | IEQIYPVNAI |  | SFHNIHNTFA |
| TGGSDGFVNI |  | WDPFNKKRLC |  | QFHRYPTSIA |  | SLAFSNDGTT |  | LAIASSYMYE |
| MDDTEHPEDG |  | IFIRQVTDAE |  | TKPKSPCT   |  |            |  |            |

A: Аланін

C: Цистеїн

D: Аспарагінова кислота

E: Глутамінова кислота

F: Фенілаланін

G: Гліцин

H: Гістидин

I: Ізолейцин

K: Лізин

L: Лейцин

M: Метіонін

N: Аспарагін

P: Пролін

Q: Глутамін

R: Аргінін

S: Серин

T: Треонін

V: Валін

W: Триптофан

Кодований геном білок за функцією належить до фосфопротеїнів. 
Задіяний у таких біологічних процесах, як клітинний цикл, поділ клітини, мітоз, розходження хромосом, мейоз, ацетилювання, альтернативний сплайсинг. 
Локалізований у ядрі, хромосомах, центромерах, кінетохорі.